# Anton Rupp
Anton Rupp (* 16. März 1941 in Wiesing; † 19. August 2021) war ein österreichischer Politiker (SPÖ) und Werkzeugmacher. Er war von 1983 bis 2003 Abgeordneter zum Landtag von Niederösterreich und von 1984 bis 2006 Bürgermeister von Herzogenburg.

## Leben
Anton Rupp besuchte nach der Volksschule eine Hauptschule und arbeitete in der Folge als Werkzeugmacher. Lokalpolitisch engagierte er sich ab 1967 im Gemeinderat von Herzogenburg, gewerkschaftlich war er ab 1971 als Betriebsratsobmann bei Gebrüder Grundmann aktiv.
Er hatte zudem ab 1975 die Funktion des Vize-Bürgermeisters inne und fungierte zwischen 1984 und 2006 als Bürgermeister von Herzogenburg. Des Weiteren war er Kammerrat der Kammer für Arbeiter und Angestellte Niederösterreich und zog am 1. Dezember 1983 für Leopold Grünzweig als Landtagsabgeordneter in den Niederösterreichischen Landtag ein, wo er bis zum 24. April 2003 wirkte.
In seiner Amtszeit als Bürgermeister erreichte die SPÖ die Zweidrittelmehrheit und konnte sie auch erfolgreich behaupten.
Er war auch Kammerrat der Arbeiterkammer Niederösterreich.

## Auszeichnungen
- 1996: Großes Silbernes Ehrenzeichen für Verdienste um die Republik Österreich[3]
- 1999: Silbernes Komturkreuz für Verdienste um das Bundesland Niederösterreich